# Ischnocampa styx
Ischnocampa styx là một loài bướm đêm thuộc phân họ Arctiinae, họ Erebidae.